# David J. Bradley
David John Bradley (* 4. Januar 1949) ist Informatiker und erfand bei seiner Arbeit bei IBM den Klammergriff, die Möglichkeit, einen Rechner mit der Tastenkombination Strg+Alt+Entf zu einem Reset zu führen. Bradley gehörte zu den Original 12 (auch Dreckiges Dutzend genannt), den Entwicklern des IBM-PC.
Ihm zugeschriebenes Zitat: „Ich erfand das Strg+Alt+Entf (Ctrl+Alt+Del) zwar, aber Bill machte es berühmt.“